# Sorstalanság
Sorstalanság (em inglês:  Fateless; em alemão:  Fateless – Roman eines Schicksallosen; br Marcas da Guerra; pt Sem Destino) é um filme de drama britano-teuto-húngaro de 2004 dirigido por Lajos Koltai e roteirizado por Imre Kertész, baseado em seu livro homônimo.
Foi selecionado como representante da Hungria à edição do Oscar 2005, organizada pela Academia de Artes e Ciências Cinematográficas.

## Elenco
- Marcell Nagy
- Áron Dimény
- András M. Kecskés
- József Gyabronka
- Endre Harkányi